# Sestry lásky boží
Sestry lásky boží (španělsky: Hermanas del Amor de Dios) je ženská řeholní kongregace, jejíž zkratkou je R.A.D.

## Historie
Kongregace byla založena Jerónimem Marianem Usera y Alarcón: po rozsáhlém a intenzivním apoštolátu mezi obyvateli Kuby a Portorika založil 27. dubna 1864 v Toru novou kongregaci, která začala pomáhat dětem v těchto oblastech.
Při zřizování této kongregace mu pomáhala Micaela Desmaisières y López Dicastillo y Olmeda, zakladatelka Sester adorátorek služebnic od Nejsvětější svátosti a milosrdenství. Dne 20. dubna 1942 získala decretum laudis a 14. července 1947 byla definitivně schválena Svatým stolcem.

## Aktivita a šíření
Sestry se věnují hlavně výchově a křesťanskému vzdělávání dětí a mládeže.
Jsou přítomni v Evropě (Francie, Německo, Itálie, Portugalsko, Španělsko), v Americe (Brazílie, Bolívie, Chile, Kuba, Guatemala, Mexiko, Peru, Portoriko, Dominikánská republika, Spojené státy americké), v Africe (Angola, Kapverdy, Mosambik) a na Filipínách; generální kurie se nachází v Madridu.
Koncem roku 2008 měla kongregace 845 sester ve 111 domech.